# Percy Ashton
Percy Ashton (* 28. März 1909 in Bolton-on-Dearne; † 19. März 1989 in Hyson Green, Nottingham)  war ein englischer Fußballspieler. Der Torhüter bestritt in den 1930ern 176 Zweitligaspiele für Nottingham Forest.

## Karriere
Ashton wurde im Dezember 1928 vom Zweitdivisionär Nottingham Forest von West Melton Excelsior verpflichtet, einem Klub, mit dem er in der Sheffield Amateur League spielte. Aufgrund der Verpflichtung entschieden sich die Verantwortlichen von Forest im Januar 1930 zur Übernahme der Schulden des Amateurklubs.
In den folgenden Jahren war Ashton dritter Torhüter hinter den erfahreneren Len Langford und Arthur Dexter. Ashton gab am 15. September 1930 bei einem 3:0-Erfolg gegen Stoke City sein Pflichtspieldebüt, es kamen bis zum Beginn der Saison 1933/34, als er zum Stammtorhüter aufrückte, lediglich drei weitere Pflichtspieleinsätze hinzu. Ashton, als „groß von Statur und Mut“ beschrieben, behielt diese Rolle den Großteil der Zeit bis zur Einstellung des Spielbetriebs aufgrund des Zweiten Weltkriegs und absolvierte insgesamt 176 Liga- und neun Pokalspiele.
Sportlich verlief die Zeit für den Klub sehr durchwachsen. In der Liga platzierte man sich – abgesehen von der Saison 1934/35 als der neunte Tabellenplatz belegt wurde – jeweils nur knapp oberhalb der Abstiegsränge; und im FA Cup ragte ein Achtelfinaleinzug 1934/35 heraus, bei der 0:3-Niederlage im Wiederholungsspiel gegen den FC Burnley unterliefen Ashton bei zwei Gegentoren Fehler. Einen seiner schwächsten Auftritte hatte Ashton am letzten Spieltag der Saison 1937/38 gegen den FC Barnsley, als sich im direkten Duell ein Absteiger entschied. Ashton patzte bei beiden Gegentoren, Davy Martin erzielte in Unterzahl kurz vor Ende noch den 2:2-Ausgleich für Forest, wodurch durch einen um 0,002 besseren Torquotienten die Klasse gehalten wurde.
Ashtons Profikarriere fand mit Kriegsausbruch ihr Ende. In den kriegsbedingten Ersatzwettbewerben kam er in der Saison 1939/40 noch zu 13 Einsätzen, trat dann aber erst wieder – und zugleich letztmals – zu Beginn der Saison 1943/44 in zwei Partien für Forest in Erscheinung. Daneben war er als Gastspieler auch bei Mansfield Town (1940–1942, 29 Spiele) und Notts County (1942/43, 3 Spiele) aktiv. Der Kriegsausbruch verhinderte auch, dass ein ihm zugesagtes Benefizspiel ausgetragen werden konnte, stattdessen erhielt er im Juli 1943 eine Zahlung von £200.
Ab Anfang 1947 trat Ashton für den in der Midland League spielenden FC Grantham in Erscheinung. Für ein Spiel gegen die Reserve von Nottingham Forest kehrte er dabei auch an den City Ground zurück. Mit Grantham qualifizierte sich Ashton im FA Cup 1947/48 für die erste Hauptrunde, in dieser scheiterte man trotz „mehrerer großartiger Paraden“ von Ashton beim FC Stockton mit 1:2. Ashton war bis zum Beginn der Saison 1949/50 Stammtorhüter und absolvierte insgesamt 104 Pflichtspiele für Grantham.